# Óriás sisakcsiga
A óriás sisakcsiga (Cassis cornuta) a csigák (Gastropoda) Sorbeoconcha rendjének sisakcsigák (Cassidae) családjában a sisakcsiga (Cassis) nem legnagyobb termetű és ezáltal legismertebb faja.

## Származása, elterjedése
Az Indiai-óceán és a Csendes-óceán trópusi tengereiben elég gyakori.

## Megjelenése, felépítése
Akár 25–30 cm-esre is megnőhet. Házát több sor barna foltos kiemelkedés borítja — az idősebb példányok héja már kopottabb, durva felületű. Szájadékában nagy fogak ülnek.

## Életmódja, élőhelye
Ragadozó. A part közelében, a sekély vízben, a homokos fenéken vadászgat főleg különböző tüskésbőrűekre (tengeri sünökre stb.). Gyakran egészen vagy majdnem egészen beássa magát a homokba.

## Felhasználása
Házát gyűjtők vásárolják.